# Berta Nunes
Berta Ferreira Milheiro Nunes, más conocida como Berta Nunes (Santa Maria da Feira, distrito de Aveiro, 25 de octubre de 1955) es una médica y política portuguesa. Fue alcaldesa de la ciudad de Alfândega da Fé en el noreste de Portugal, y en 2019 fue nombrada Secretaria de Estado para las Comunidades Portuguesas, con responsabilidad sobre la diáspora portuguesa.

## Educación
Nunes completó la educación primaria en su ciudad natal y luego fue a la escuela secundaria en Vila Nova de Gaia. Estudió en la Facultad de Medicina de la Universidad de Porto, donde se graduó en 1980 y recibió el premio Engenheiro António de Almeida, tras obtener las más altas calificaciones entre todos los estudiantes de medicina de Portugal aquel año. Se trasladó al pequeño pueblo de Alfândega da Fé, donde trabajó en el Centro de Salud de la ciudad a partir de 1985. Fue miembro del consejo asesor y de la directiva de la Federação Nacional dos Médicos (federación portuguesa de sindicatos médicos) de 1992 a 1995. En 1996 se doctoró en medicina comunitaria por el Instituto de Ciencias Biomédicas Abel Salazar, con una tesis titulada «Ideas y prácticas de los laicos en relación con el cuerpo y la salud».

## Carrera
En 1996, tras obtener su doctorado, Nunes fue nombrada Directora del Centro de Salud Alfândega da Fé, cargo que ocupó hasta 2002. Ella ha indicado que se instaló en esta pequeña población porque no le agradan las grandes ciudades. Trabajó en el Centro de Salud de la UTAD en Miranda do Douro, de 2003 a 2005, enseñando antropología médica. En 2005, se convirtió en coordinadora de salud de la subregión de Bragança. Nunes se unió a la Organización Mundial de Médicos de Familia (WONCA), y se convirtió en miembro del Grupo de Trabajo de Práctica Rural de WONCA, un grupo de médicos rurales de todo el mundo que estudia e investiga los aspectos específicos de los problemas de salud en las zonas rurales. También fue miembro de la Junta de EURIPA, la Asociación europea de profesionales de la salud rurales y aislados. Entre sus otras actividades, Nunes fue fundadora y presidente de la Asociación para la Promoción del Bienestar (APBE), una asociación de jóvenes que trabaja en el área de promoción de la salud. Fue cofundadora de la Liga de Amigos del Centro de Salud Alfândega da Fé, la cual ha llevado a cabo proyectos innovadores en áreas sanitarias y sociales. Trabajó con la Facultad de Medicina de la Universidad de Porto en un programa de pasantías para estudiantes de medicina en centros de salud rurales. Nunes también es etnobotánica y ha rescatado conocimientos acerca de plantas que han caído en desuso.

## Política
En 2009, como miembro del Partido Socialista Portugués (PS), fue elegida presidente del Ayuntamiento de Alfândega da Fé. Fue reelegida en 2013 y 2017. Fue miembro activa de la Asociación Nacional de Municipios. En 2019, Nunes se postuló como candidato a la Asamblea Nacional de la República para representar a Braganza. Ella fue en el segundo puesto de la lista de su partido, pero el partido solo recibió los votos suficientes para enviar a un diputado a Lisboa. Después de las elecciones, cuando António Costa, el líder del Partido Socialista retuvo el cargo de primer ministro de Portugal, Nunes fue nombrada Secretario de Estado para las Comunidades Portuguesas.

## Premios y reconocimientos
- 2003, Nunes fue nombrada comendador de la Orden del Mérito de Portugal, por sus servicios prestados en el área de la salud.
- 2014, Medalla al Mérito de la Asociación Médica Portuguesa.[1]

## Publicaciones
- O saber médico do povo (El conocimiento médico del pueblo).[5]